# Cyclisme aux Jeux panaméricains de 1967
Navigation
Jeux panaméricains de 1963 Jeux panaméricains de 1971
Le cyclisme aux Jeux panaméricains de 1967 sont les compétitions de cyclisme, sur piste et sur route, des Jeux panaméricains de 1967, qui se sont déroulées du 23 juillet au 6 août à Winnipeg, Canada. 
Les compétitions de cyclisme sur piste ont eu lieu au vélodrome de Winnipeg. Les épreuves de vitesse ont été dominées par Roger Gibbon, de Trinité-et-Tobago, qui remporte deux médailles d'or.

## Podiums

### Courses sur route
| Compétitions                 | Or                                                                                     | Argent                                                                                      | Bronze                                                                                         |
| ---------------------------- | -------------------------------------------------------------------------------------- | ------------------------------------------------------------------------------------------- | ---------------------------------------------------------------------------------------------- |
| Course en ligne individuelle | Marcel Roy (CAN)                                                                       | Vicente Chancay (ARG)                                                                       | Heriberto Díaz (en) (MEX)                                                                      |
| Contre-la-montre par équipes | Argentine Delmo Delmastro (es) Luis Breppe Carlos Álvarez Seidanes (ca) Juan Cavalieri | Mexique Roberto Brito (en) Radamés Treviño (en) Adolfo Belmonte (en) Agustín Alcántara (de) | Colombie Álvaro Pachón Carlos Montoya Arias (es) Martín Emilio Rodríguez Severo Hernández (en) |

### Courses sur piste
| Compétitions           | Or                                                                                           | Argent                                                                                   | Bronze                                                                       |
| ---------------------- | -------------------------------------------------------------------------------------------- | ---------------------------------------------------------------------------------------- | ---------------------------------------------------------------------------- |
| Kilomètre              | Roger Gibbon (TRI)                                                                           | Jackie Simes (en) (USA)                                                                  | Carlos Alberto Vázquez (en) (ARG)                                            |
| Vitesse                | Roger Gibbon (TRI)                                                                           | Óscar García (en) (ARG)                                                                  | Carl Leusenkamp (USA)                                                        |
| Poursuite individuelle | Martín Emilio Rodríguez (COL)                                                                | Juan Alberto Merlos (en) (ARG)                                                           | Radamés Treviño (en) (MEX)                                                   |
| Poursuite par équipes  | Argentine Juan Alberto Merlos (en) Carlos Álvarez Seidanes (ca) Ismael Morán Vicente Chancay | Mexique Sabás Cervantes Radamés Treviño (en) Agustín Alcántara (de) Adolfo Belmonte (en) | États-Unis Harry Cutting (en) Wes Chowen (en) Michael Cone William Kund (en) |